# Don Powell
Don Powell (născut Donald George Powell), (n. 10 septembrie 1946, Bilston, Staffordshire, Anglia) este un baterist care a fondat trupa engleză de glam rock, Slade.
1. ↑  Don Powell, SNAC, accesat în 9 octombrie 2017